# Conognatha pallidipennis
Conognatha pallidipennis es una especie de escarabajo del género Conognatha, familia Buprestidae. Fue descrita científicamente por Théry en 1931.